# 주군의 태양
《주군의 태양》은 2013년 8월 7일부터 2013년 10월 3일까지 SBS TV에서 방송된 드라마 스페셜이고, 한국에서 만든 드라마다.

## 등장인물

### 주요 인물
- 소지섭 : 주중원 역(아역: 김명수) - 쇼핑몰 킹덤의 사장
- 공효진 : 태공실 역 - 귀신 보는 능력
- 서인국 : 강우 역 - 군 출신 쇼핑몰 보안 팀장
- 김유리 : 태이령 역 - 아시아 최고의 모델이자 가수. 공실의 고등학교 동창

### 중원 주변 인물
- 최정우 : 김귀도 역 - 중원의 비서. 희주·한나의 외삼촌
- 김미경 : 주성란 역 - 중원의 고모
- 이종원 : 도석철 역 - 중원의 고모부, 킹덤의 부사장
- 이재원 : 이한주 역 - 쇼핑몰 보안 팀원
- 한보름 : 어린 시절 차희주(한나) 역
- 황선희 : 성장한 차희주, 한나 브라운(범행 후부터 한나로 생활) 역
- 김용건 : 주중원의 아버지 역

### 공실 주변 인물
- 박희본 : 태공리 역 - 공실의 언니, 쇼핑몰에 자리한 커피숍 점장
- 이도현 : 이승모 역 - 공실이 살고 있는 은하 고시텔에 사는 형제
- 홍은택 : 이승준 역 - 승모의 동생

### 귀신들
- 고낙현 : 준석 역 - 커피 귀신
- 남정희 : 404호 할머니 귀신 역(1화)
- 송경화 : 집을 안팔겠다는 남자의 부인 역(1화)
- 송채윤 : 김미경 역 - 유혜성의 여자친구 (1화)
- 이혜인 : 이은설 역 - 죽은 여학생 (2화)
- 유경아 : 최윤희 역 - 킹덤 매장주의 아내 (3화)
- 성창훈 : '니가 제일 예뻐'라고 말하는 귀신 역 - 미용실 악령 (4화)
- 유민규 : 지우 역 - 왕 회장의 손자 (5화)
- ? : 필승 역 - 여태껏 나왔던 귀신 중에 인간이 아닌 귀신. 셰퍼드종의 군견 (6화)
- 정윤석 : 인형 속에 있는 귀신 역(7화)
- 전진서 : 인형 속에 있는 귀신 역(7화)
- 강주은 : 인형 속에 있는 귀신 역(7화)
- 김희정 : 강길자 역 - 킹덤 호텔 물귀신... 이었으나 사실은 생령 (8화)
- 이효림 : 루이 장 아내 역(9화)
- 전민재 : 도자기 귀신 역(10화)
- 엄유준 : 공실의 동창 모임에 등장한 웨이터 귀신 역(10화)
- 이재용 : 이용재 역 - 자이언트 몰 회장 (11화)
- 구승현 : 이우진 역 - 실종된 아이 (12화)
- ? : 죽은 여자친구 귀신 역(14화)

### 그 밖의 인물들
- 하수호 : '킹덤'의 보안 팀원 역
- 신영진 : 이령의 매니저 역
- 이천희 : 유진우 역 - 공실을 구해준 귀신 보는 남자
- 구본임 : 공실이 살고 있는 은하고시텔 주인 역
- 김동균 : 404호 할머니 귀신의 아들 역
- 이세랑 : 404호 할머니 귀신의 딸 역
- 김난영 : 404호 할머니 귀신의 며느리 역
- 남명렬 : 집을 안 팔겠다는 남자 역
- 진이한 : 유혜성 역 - 축구 선수
- 이승형 : 유혜성의 매니저 역
- 정수인 : 공실과 이령의 고등학교 동창 역
- 김보라 : 하유진 역 - 은설을 왕따 시킨 친구
- 박효빈 : 이주현 역 - 은설을 왕따 시킨 친구
- 방민아 : 김가영 역 - 은설을 왕따 시킨 친구
- 김민하 : 박지은 역 - 은설의 죽음을 지켜본 친구
- 고미영 : 담임 선생님 역
- 조승연 : 15년 전 어린 주중원 납치 사건의 담당 형사 역
- 전성애 : '킹덤'의 청소 직원 역
- ? : 형사 역
- 백승현 : 지상우 역 - 킹덤 매장주. 최윤희의 남편
- 황정서 : 지상우의 내연녀 역 - 달리아 매장 직원
- 이영란 : 최윤희의 어머니 역
- 이두석 : 달리아 매장 직원 역 - 지상우의 매장
- 강민정 : 달리아 매장 직원 역 - 지상우의 매장
- [[장가현] ]: 김희진 역 - 배우
- 이가령 : '킹덤' 자선파티에 귀신에게 세 번째로 당한 여자 역
- 김보미 : 선영 역 - 지우가 좋아한 여자
- 전양자 : 왕 회장 역 - 지우의 할머니 역
- 이용녀 : 고 여사 역 - 영혼 중매 사
- 최대성 : 이령의 광고 촬영 감독 역
- 김서정 : 이령에게 물 주는 스타일 리스트 역
- 최나무 : 이령의 스타일 리스트 역
- 장지혜 : 왕 회장댁 홈 웨이트리스 역
- 최용성 : 우유 배달하는 남자 역
- 홍원표 : 김 상병 역 - 탈영병
- ? : 김상병을 폭행한 군인 역
- ? : 필승이를 안락사 시키라고 말하는 의사 역
- 권영경 : 승모와 승준의 엄마 역
- 조휘준 : 편창민 역 - 학대 당하는 아이. 인형 귀신에게 당할 뻔함
- 유채목 : 편창민의 엄마 역
- 조용상 : 킹덤 호텔 남자 직원 역
- 정영금 : 차희주가 자란 보육원 원장 역
- 조현진 : 킹덤 호텔 여자 직원 역
- 김지은 : 킹덤 호텔 여자 직원 역
- 봉은선 : 지하철에서 태이령 얘기를 하는 여자 역
- 한가림 : 이주연 역 - 강길자의 딸
- 신재도 : 강길자의 남편 역
- ? : 강길자의 시어머니 역
- ? : 얼마전에 키우던 고양이가 죽은 할머니 역
- 정찬 : 루이 장 역 - 아내가 사망한 후 연주 활동을 포기하려는 세계적인 피아니스트
- 서지연 : 공실의 고등학교 동창 역
- 이나경 : 공실의 고등학교 동창 역
- 이종혁 : 이재석 역 - 자이언트 몰 사장
- ? : 이용재의 장례식장에서 주중원을 부른 남자 역
- 안수호 : 이용재가 소유한 별장의 관리인 역
- ? : 이우진의 어머니 역
- 허준석 : 이우진을 죽인 범인 역
- 서광재 : 주중원을 치료한 의사 역
- 강문경 : 김귀도가 휴가를 내고 영국에서 만난 남자 역
- 이금주 : 승원의 어머니 역
- 조재윤 : 죽은 여자친구 귀신을 떼어내 달라고 공실에게 부탁하는 의뢰인 역
- 전혜영 : 한나의 사진을 김귀도에게 보여주는 여자 역
- 한영광 : 한나 브라운의 전시회 관계자 역
- ? : 술 취한 슈퍼 아저씨 역
- ? : 술 취한 슈퍼 아저씨의 어머니 역
- 차여울밴드 : '사랑이라는 이유로'를 부른 가수 역
- 차지훈 : 공실에게 작업 거는 남자 역
- 이승기 : 택시 기사 역
- 공재원 : 공인중개사 역
- 김주아 : 임신 진단을 내리는 의사 역
- 김민경 : 쓰레기통 귀신의 부인 역
- 송민서 : 쓰레기통 귀신의 딸 역
- 이성우

### 특별 출연
- 정가은 : 안진주 역 - 쇼핑몰 직원, 부사장 라인 (1회)
- 김상중 : TV프로그램 '미스테리Z'의 진행자 역(2회)
- 조세호 : 한강을 지나가고 있는 커플 남 역(7회)
- 장도연 : 한강을 지나가고 있는 커플 녀 역(7회)
- 서효림 : 박서현 역 - 중원의 약혼녀, 세진 그룹의 딸 (9, 10회)

## 결방과 연장
- 2013년 9월 17일: 주군의 태양의 방영 분량이 16부작에서 1회 연장되어 17부작으로 확정되었다.[1]
- 2013년 9월 18일: 추석 특선영화 《도둑들》로 인해 결방되었다.

## 수상
- 2013년 SBS 연기대상 - 미니시리즈부문 남자 최우수연기상 소지섭
- 2013년 SBS 연기대상 - 미니시리즈부문 여자 특별연기상 김미경
- 2013년 SBS 연기대상 - 뉴스타상 서인국, 김유리

## 시청률
아래의 파란색 숫자는 '최저 시청률'이고, 빨간색 숫자는 '최고 시청률'입니다. 시청률조사회사와 지역별로 시청률에 차이가 있을 수 있습니다.
| 2013년      | 2013년      | 2013년         | 2013년       | 2013년         | 2013년       |
| 회차        | 방송일      | TNmS 시청률    | TNmS 시청률  | AGB 시청률     | AGB 시청률   |
| 회차        | 방송일      | 대한민국(전국) | 서울(수도권) | 대한민국(전국) | 서울(수도권) |
| ----------- | ----------- | -------------- | ------------ | -------------- | ------------ |
| 제1회       | 8월 7일     | 17.5%          | 21.6%        | 13.6%          | 14.8%        |
| 제2회       | 8월 8일     | 15.9%          | 19.0%        | 14.4%          | 15.8%        |
| 제3회       | 8월 14일    | 17.1%          | 20.2%        | 15.2%          | 16.6%        |
| 제4회       | 8월 15일    | 17.6%          | 19.5%        | 16.8%          | 17.6%        |
| 제5회       | 8월 21일    | 17.3%          | 19.5%        | 16.2%          | 17.4%        |
| 제6회       | 8월 22일    | 19.5%          | 22.6%        | 16.6%          | 17.5%        |
| 제7회       | 8월 28일    | 17.0%          | 18.9%        | 16.1%          | 17.2%        |
| 제8회       | 8월 29일    | 17.6%          | 20.2%        | 17.8%          | 19.2%        |
| 제9회       | 9월 4일     | 17.2%          | 20.0%        | 16.8%          | 18.3%        |
| 제10회      | 9월 5일     | 17.3%          | 20.0%        | 17.3%          | 18.5%        |
| 제11회      | 9월 11일    | 17.9%          | 20.8%        | 18.3%          | 20.0%        |
| 제12회      | 9월 12일    | 19.7%          | 23.8%        | 19.3%          | 20.4%        |
| 제13회      | 9월 19일    | 15.6%          | 17.0%        | 14.8%          | 15.7%        |
| 제14회      | 9월 25일    | 18.4%          | 20.9%        | 18.4%          | 20.0%        |
| 제15회      | 9월 26일    | 19.3%          | 21.5%        | 19.1%          | 19.7%        |
| 제16회      | 10월 2일    | 18.9%          | 22.3%        | 19.7%          | 20.9%        |
| 제17회      | 10월 3일    | 21.1%          | 24.4%        | 21.8%          | 23.6%        |
| 평균 시청률 | 평균 시청률 | 17.9%          | 20.7%        | 17.2%          | 18.4%        |

## 촬영 장소
경기도 화성시의 동탄 메타폴리스 등 동탄신도시에서 촬영했다.

## OST

### Part. 1
| #  | 제목                | 작사   | 작곡       | 재생 시간 |
| -- | ------------------- | ------ | ---------- | --------- |
| 1. | 〈낮과 밤〉 (거미)  | 최갑원 | 김세진, PJ | 3:41      |
| 2. | 〈낮과 밤 (Inst.)〉 |        | 김세진, PJ | 3:41      |

### Part. 2
| #  | 제목                 | 작사   | 작곡   | 재생 시간 |
| -- | -------------------- | ------ | ------ | --------- |
| 1. | 〈너와 나〉 (홍대광) | 차세정 | 차세정 | 3:48      |
| 2. | 〈너와 나 (Inst.)〉  |        | 차세정 | 3:48      |

### Part. 3
| #  | 제목                                                                              | 작사   | 작곡   | 재생 시간 |
| -- | --------------------------------------------------------------------------------- | ------ | ------ | --------- |
| 1. | 〈미치게 만들어〉 (효린)                                                          | 안영민 | 안영민 | 4:30      |
| 2. | 〈미치게 만들어 (Inst.)〉                                                         |        | 안영민 | 4:30      |
| 3. | 〈Joogoon's Sun〉 (Various Artists)                                               |        | 오준성 | 1:45      |
| 4. | 〈Who Are You (Ending Rock Guitar Ver.) (Feat. Guitar 이병호)〉 (Various Artists) |        | 오준성 | 3:49      |
| 5. | 〈Out Of The Ghost〉 (Various Artists)                                            |        | 오준성 | 1:29      |
| 6. | 〈Ghost Eyes〉 (Various Artists)                                                  |        | 오준성 | 1:50      |
| 7. | 〈This Is Me〉 (Various Artists)                                                  |        | 오준성 | 2:30      |
| 8. | 〈Enjoy Party〉 (Various Artists)                                                 |        | 오준성 | 1:27      |

### Part.4
| #   | 제목                                                      | 작사           | 작곡   | 재생 시간 |
| --- | --------------------------------------------------------- | -------------- | ------ | --------- |
| 1.  | 〈Touch Love〉 (윤미래)                                   | 오준성, 은종태 | 오준성 | 4:04      |
| 2.  | 〈Touch Love (Inst.)〉                                    |                | 오준성 | 4:04      |
| 3.  | 〈In Memories〉 (Various Artists)                         |                | 오준성 | 2:04      |
| 4.  | 〈Tears In Rain〉 (Various Artists)                       |                | 오준성 | 1:47      |
| 5.  | 〈Candy Love (Touch Love Guitar Ver.)〉 (Various Artists) |                | 오준성 | 4:04      |
| 6.  | 〈Love Connection〉 (Various Artists)                     |                | 오준성 | 1:38      |
| 7.  | 〈Ghost Tango〉 (Various Artists)                         |                | 오준성 | 1:47      |
| 8.  | 〈Empty Garden〉 (Various Artists)                        |                | 오준성 | 1:50      |
| 9.  | 〈출입금지 (Keep Out)〉 (Various Artists)                 |                | 오준성 | 1:46      |
| 10. | 〈Dangerous zone (Opening Title)〉 (Various Artists)      |                | 오준성 | 1:29      |

### Part. 5
| #  | 제목                                         | 작사   | 작곡   | 재생 시간 |
| -- | -------------------------------------------- | ------ | ------ | --------- |
| 1. | 〈Mystery〉 (정동하)                         | 김유경 | 오준성 | 3:48      |
| 2. | 〈Mystery (Inst.)〉                          |        | 오준성 | 3:48      |
| 3. | 〈Painful Memory〉 (Various Artists)         |        | 오준성 | 4:23      |
| 4. | 〈Ghost Presents〉 (Various Artists)         |        | 오준성 | 1:52      |
| 5. | 〈Love Is Like A Picture〉 (Various Artists) |        | 오준성 | 2:52      |
| 6. | 〈Feather Kiss〉 (Various Artists)           |        | 오준성 | 1:46      |
| 7. | 〈White Flower〉 (Various Artists)           |        | 오준성 | 2:07      |
| 8. | 〈Ghost World〉 (Various Artists)            |        | 오준성 | 1:31      |
| 9. | 〈Foolish Spy〉 (Various Artists)            |        | 오준성 | 1:39      |

### Part. 6
| #  | 제목                                   | 작사   | 작곡   | 재생 시간 |
| -- | -------------------------------------- | ------ | ------ | --------- |
| 1. | 〈All About〉 (멜로디데이)             | 김유경 | 오준성 | 3:38      |
| 2. | 〈All About (Inst.)〉                  |        | 오준성 | 3:38      |
| 3. | 〈Dirty Hands〉 (Various Artists)      |        | 오준성 | 2:39      |
| 4. | 〈Sad Wave〉 (Various Artists)         |        | 오준성 | 2:38      |
| 5. | 〈Water In The Sky〉 (Various Artists) |        | 오준성 | 2:15      |
| 6. | 〈Like A Mosquito〉 (Various Artists)  |        | 오준성 | 2:00      |
| 7. | 〈Making Shadow〉 (Various Artists)    |        | 오준성 | 1:30      |
| 8. | 〈High Jump〉 (Various Artists)        |        | 오준성 | 1:21      |
| 9. | 〈Lake Wave〉 (Various Artists)        |        | 오준성 | 2:23      |

### Part. 7
| #  | 제목                   | 작사               | 작곡               | 재생 시간 |
| -- | ---------------------- | ------------------ | ------------------ | --------- |
| 1. | 〈겁도 없이〉 (서인국) | 김지향, Melodesign | 황세준, Melodesign | 3:37      |
| 2. | 〈겁도 없이 (Inst.)〉  |                    | 황세준, Melodesign | 3:37      |

### Part. 8
| #  | 제목                             | 작사               | 작곡   | 재생 시간 |
| -- | -------------------------------- | ------------------ | ------ | --------- |
| 1. | 〈Last One (Feat. 주석)〉 (유미) | 오준성, June, 주석 | 오준성 | 3:44      |
| 2. | 〈Last One (Inst.)〉             |                    | 오준성 | 3:44      |

## 경쟁작
- 칼과 꽃(KBS 2TV, 2013년 7월 3일~2013년 9월 5일)
- 투윅스(MBC TV, 2013년 8월 7일~2013년 9월 26일)
- 연애를 기대해(KBS 2TV, 2013년 9월 11일~2013년 9월 12일)
- 비밀(KBS 2TV, 2013년 9월 25일~2013년 11월 14일)